# Jerichow
Jerichow is een gemeente in de Duitse deelstaat Saksen-Anhalt, gelegen in de Landkreis Jerichower Land. De plaats telt 6.787 inwoners.

## Indeling gemeente
De gemeente bestaat uit de volgende Ortsteile:
| - Annenhof - Altbellin - Altenklitsche - Belicke - Blockdamm - Brettin - Dreihäuser - Dunkelforth - Elisenau - Großdemsin - Großwulkow - Güssow - Hahnenhütten | - Havemark - Hohenbellin - Jungviehhof - Kade - Kader Schleuse - Karow - Kleindemsin - Kleinmangelsdorf - Kleinwulkow - Kleinwusterwitz - Klietznick - Kuxwinkel - Mangelsdorf | - Neubuchholz - Neue Hütten - Neuenklitsche - Neuredekin - Nielebock - Redekin - Roßdorf - Scharteucke - Schlagenthin - Seedorf - Steinitz - Werdershof - Wulkow - Zabakuck |

## Monumenten

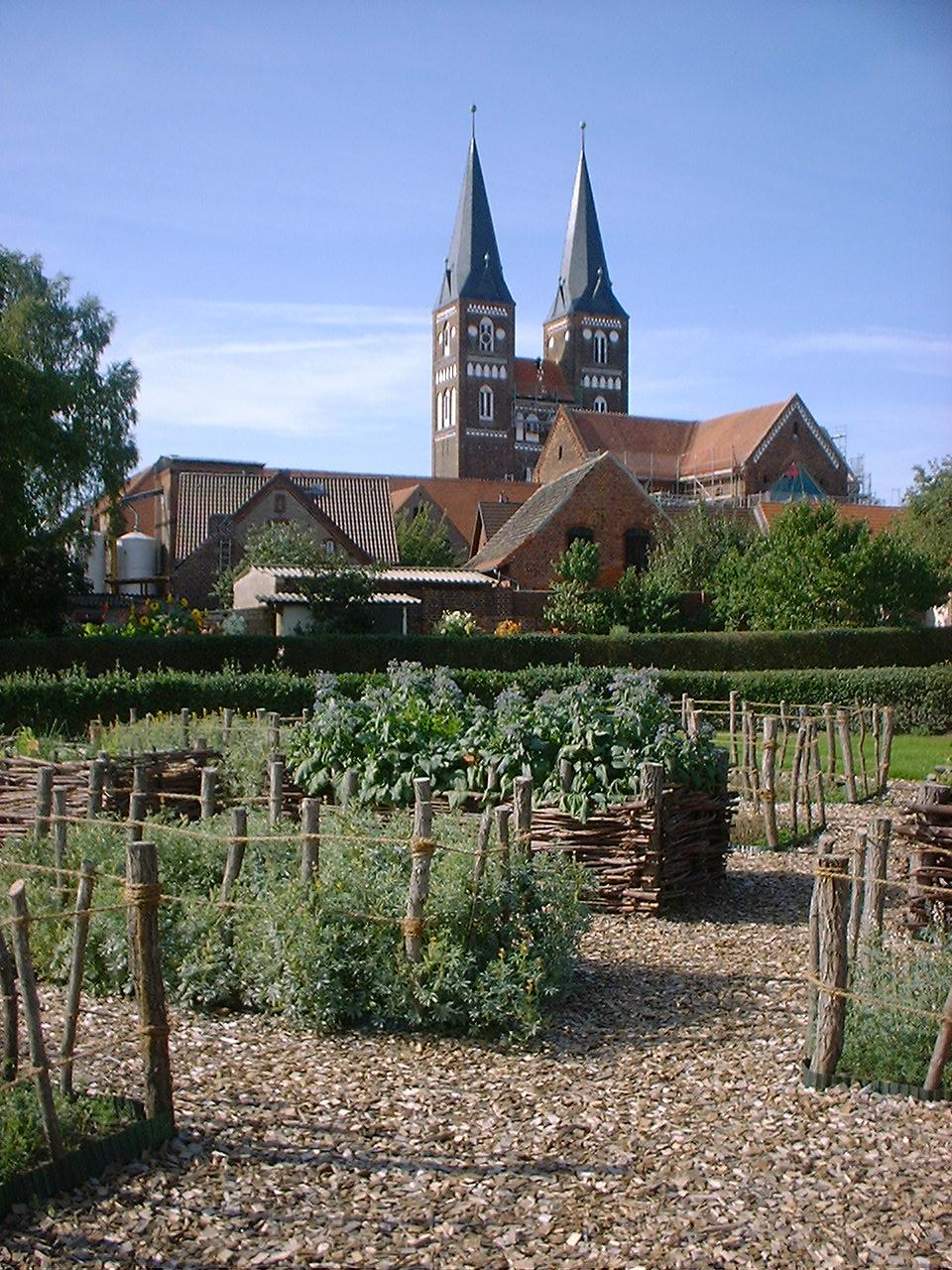
Kloostertuin en klooster

- Klooster Jerichow

Biederitz ·
Burg ·
Elbe-Parey ·
Genthin ·
Gommern ·
Jerichow ·
Möckern ·
Möser